# BB&T Atlanta Open 2015
Il BB&T Atlanta Open 2015 è stato un torneo di tennis giocato sul cemento. È stata la 28ª edizione dell'evento, che fa parte della categoria ATP World Tour 250 series nell'ambito dell'ATP World Tour 2015. Si è giocato all'Atlantic Station di Atlanta negli USA dal 27 al 26 luglio 2015.

## Partecipanti

### Teste di serie
| Giocatore   | Nazionalità      | Ranking* | Testa di serie |
| ----------- | ---------------- | -------- | -------------- |
| Stati Uniti | John Isner       | 18       | 1              |
| Canada      | Vasek Pospisil   | 30       | 2              |
| Stati Uniti | Jack Sock        | 31       | 3              |
| Francia     | Adrian Mannarino | 33       | 4              |
| Cipro       | Marcos Baghdatis | 45       | 5              |
| Stati Uniti | Steve Johnson    | 46       | 6              |
| Lussemburgo | Gilles Müller    | 52       | 7              |
| Germania    | Benjamin Becker  | 53       | 8              |

* Ranking al 20 luglio 2015.

### Altri partecipanti
I seguenti giocatori hanno ricevuto una wild card:
- Christopher Eubanks
- Ryan Harrison
- Frances Tiafoe

I seguenti giocatori sono passati dalle qualificazioni:

- Somdev Devvarman
- Jared Donaldson
- Austin Krajicek
- Denis Kudla

## Campioni

### Singolare
John Isner ha sconfitto in finale  Marcos Baghdatis per 6-3, 6-3.
- È il decimo titolo in carriera per Isner, il primo dell'anno e il terzo consecutivo ad Atlanta.

### Doppio
Bob Bryan /  Mike Bryan hanno sconfitto in finale  Colin Fleming /  Gilles Müller per 4–6, 7–6(2), [10–4].